# Legge delle aspettative iterate
Nella teoria della probabilità, la legge delle aspettative iterate, o legge dell'aspettativa totale, o legge delle aspettazioni iterate, o legge dei valori attesi iterati (anche conosciuta sotto una varietà di ulteriori denominazioni), afferma che se {\displaystyle X} è una variabile casuale integrabile — ossia, tale che {\displaystyle {\textrm {E}}|X|<\infty } — e {\displaystyle Y} è un'ulteriore variabile casuale, non necessariamente integrabile, definita sul medesimo spazio di probabilità, allora:
{\displaystyle \ {\textrm {E}}[{\textrm {E}}[X|Y]]={\textrm {E}}[X]}
ossia, il valore atteso del valore atteso di {\displaystyle \ X} condizionato rispetto a {\displaystyle \ Y} è uguale al valore atteso di {\displaystyle \ X} stesso. 
Si osservi che:
- Il valore atteso condizionato {\displaystyle {\textrm {E}}[X|Y]} è una variabile casuale;
- Il valore atteso di {\displaystyle X} condizionato all'evento {\displaystyle \left\{Y=y\right\}}, {\displaystyle \ {\textrm {E}}[X|Y=y]}, è a sua volta funzione di {\displaystyle y}.